# Katossaari (ö i Norra Österbotten)
Katossaari är en ö i Finland. Den ligger i sjön Iso-Kero och Keski-Kero och i kommunen Kuusamo i den ekonomiska regionen  Koillismaa ekonomiska region  och landskapet Norra Österbotten, i den nordöstra delen av landet, 600 km norr om huvudstaden Helsingfors. Öns area är 1,5 hektar och dess största längd är 170 meter i öst-västlig riktning.